# Ausland
Ausland steht im Gegensatz zu Inland und bezeichnet aus Sicht der sprechenden Person ein anderes Land (und „aus einem anderen Land“) als das eigene Land, in dem man beheimatet ist, das Herkunftsland, Heimatland. 
Im staatsrechtlichen Sinne bezeichnet der Begriff Ausland aus der Sicht der sprechenden Person diejenigen Staaten, abhängigen Gebiete und internationalen Gebiete auf der Erdoberfläche (entweder einzeln oder auch in ihrer Gesamtheit), deren Staatsangehörigkeit die Person nicht besitzt oder in denen sie sich nicht befindet. „Inland“ hingegen bezeichnet den Staat, in dem sich die Person befindet beziehungsweise auf den sie sich bezieht.
Obwohl die Begriffe Inland und Ausland immer relativ in Bezug auf den eigenen Standpunkt (z. B. Person, Gruppe, Land) definiert sind, spielen sie vor allem eine wichtige Rolle im politischen, kulturellen und gesellschaftlichen Bezugsrahmen. Soziologisch gesehen entspricht Inland dem „Wir“, d. h. der eigenen Gruppenidentität (siehe In-Group), während „Ausland“ die „Anderen“ sind (siehe Out-group).

## Ausland aus politischer/historischer Sicht
Folgende politischen bzw. geschichtlichen Themenbereiche werden mit dem Begriff Ausland in Verbindung gebracht und haben je nach Bedeutung und Sichtweise unterschiedlichen Einfluss auf internationale Entwicklungen: 
- Internationale Politik, Außenpolitik, Entwicklungspolitik
- Globalisierungsprozess, Weltwirtschaftsentwicklung
- Ausländerpolitik, Migrationspolitik, Kolonisation
- Interkulturelle Arbeit, kultursensibler Dialog

## Ausland aus ökonomischer Sichtweise
Im Rahmen der volkswirtschaftlichen Gesamtrechnung ist die Abgrenzung zwischen In- und Ausland von großer Bedeutung, um einerseits makroökonomische Indikatoren wie Output und Einkommen berechnen zu können und um anderseits die staatlichen Zugriffsrechte auf Steuern und Abgaben bestimmen zu können.

### Volkswirtschaftliche Gesamtrechnung
In der volkswirtschaftlichen Gesamtrechnung unterscheidet man bei der Berechnung von Bruttoinlandsprodukt und Bruttonationalprodukt danach, ob eine Leistung ökonomisch gesehen von Ausländern im Inland oder von Inländern im Ausland erbracht wurde.

### Zollrecht
Aus zollrechtlicher Sicht bezieht sich das Ausland auf Gebiete, die nicht zum Zollgebiet des eigenen Landes (bzw. bei Deutschland und Österreich der EU) gehören. Das Zollgebiet unterscheidet sich bei den EU-Ländern und bei der Schweiz vom Staatsgebiet (Büsingen am Hochrhein, Samnaun, Ceuta, Melilla, Vatikan).

### Umsatzsteuer
Im Sinne des deutschen Umsatzsteuergesetzes ist Inland das Gebiet der Bundesrepublik Deutschland mit Ausnahme des Gebiets von Büsingen am Hochrhein, der Insel Helgoland, der Freizonen des Kontrolltyps I nach § 1 Abs. 2 Satz 1 des Zollverwaltungsgesetzes (Freihäfen an der Küste: Emden, Bremerhaven, Bremen, Cuxhaven, Hamburg, Kiel; seit 1. Januar 2004 nicht mehr die Binnenfreihäfen Duisburg und Deggendorf), der Gewässer und Watten zwischen der Hoheitsgrenze und der jeweiligen Strandlinie sowie der deutschen Schiffe und der deutschen Luftfahrzeuge in Gebieten, die zu keinem Zollgebiet gehören. 
Ausland im Sinne dieses Gesetzes ist das Gebiet, das danach nicht Inland ist.

### Einkommensteuer
Zum Inland im Sinne des Einkommensteuergesetzes gehört auch der der Bundesrepublik Deutschland zustehende Anteil am Festlandsockel, soweit dort Naturschätze des Meeresgrundes und des Meeresuntergrundes erforscht oder ausgebeutet werden oder dieser der Energieerzeugung unter Nutzung erneuerbarer Energien dient.
Ausland in diesem Sinne ist das Gebiet, das demnach nicht Inland ist.